# Karang Caya (Kedurang Ilir)
Karang Caya is een bestuurslaag in het regentschap Bengkulu Selatan van de provincie Bengkulu, Indonesië. Karang Caya telt 354 inwoners (volkstelling 2010).